# Uhrenmuseum Bad Iburg

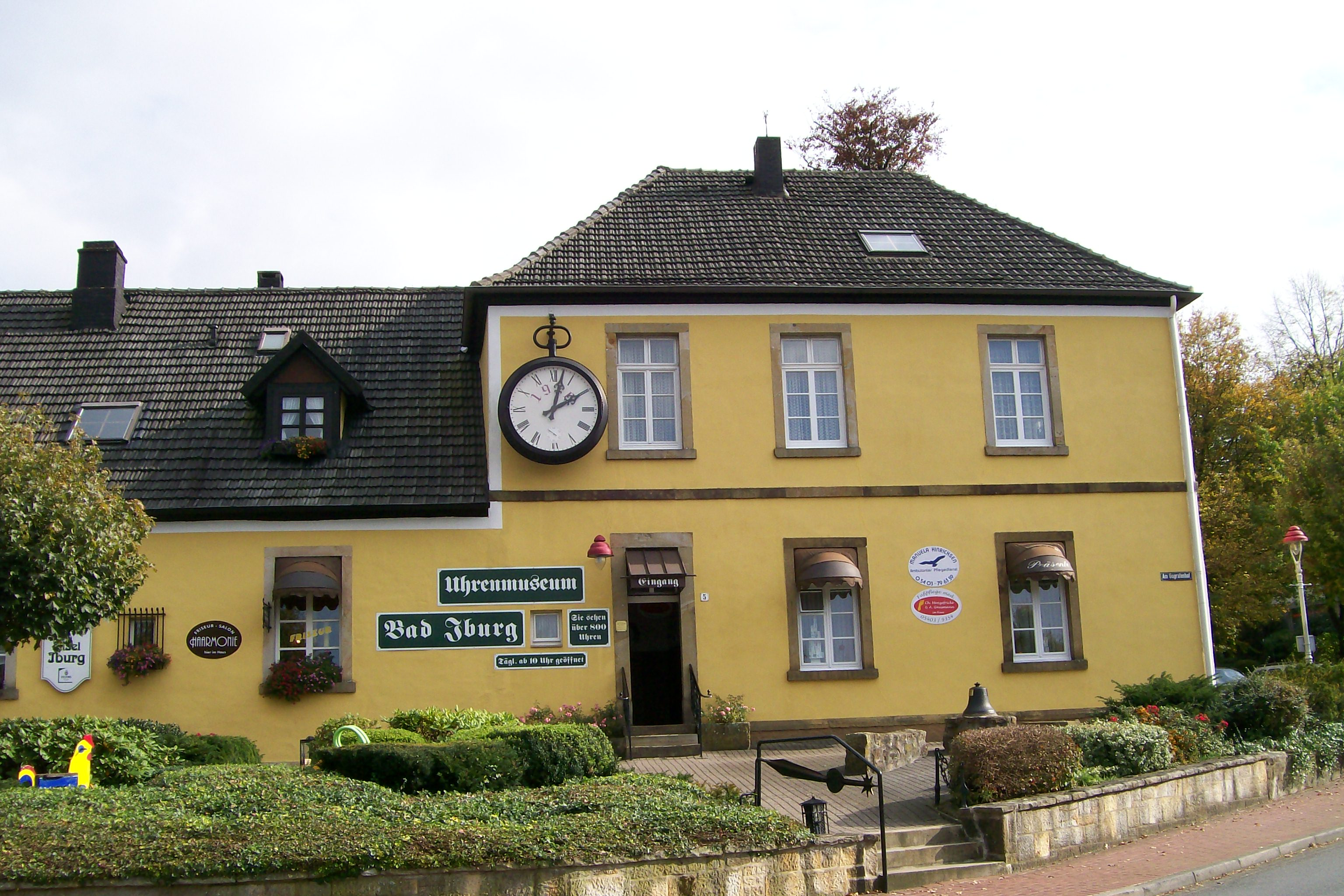
Uhrenmuseum in Bad Iburg

Das Uhrenmuseum im niedersächsischen Bad Iburg ist ein 1976 gegründetes privates Museum mit rund 800 funktionstüchtigen Zeitmessern. Das Museum wurde 1976 von dem Kaufmann und Uhrensammler Peter Taschenmacher eröffnet.
Das Museum in einem Gebäude aus dem Jahr 1820 stellt die Geschichte von Uhren aus mehr als drei Jahrhunderten von der Turmuhr des 17. Jahrhunderts bis zur modernen Funkuhr dar. Das älteste Ausstellungsstück ist eine französische Sonnenuhr aus dem Jahr 1470. Zu den Exponaten gehören 17 Turmuhren, darunter eine Turmuhr von 1688 mit Spindelhemmung, eine Turmuhr aus dem Jahr 1723 mit Scherenhemmung, eine Kirchturmuhr von 1848 mit Grahamhemmung sowie weitere Turmuhren aus der zweiten Hälfte des 19. Jahrhunderts bis zu Turmuhren des 20. Jahrhunderts,  darunter solche der Firma Korfhage & Söhne aus Buer bei Melle im Osnabrücker Land.
Zur Sammlung gehören etwa hundert Schwarzwälder Uhren und kostbare Taschenuhren sowie Skelettuhren. Als Kuriosität wird eine französische Mittagskanonen-Sonnenuhr von 1800 gezeigt, die mit lautem Knall aus der Mittagsruhe weckte. Weitere  ausgestellte Zeitmesser sind eine Kerzenuhr, eine sprechende Uhr für Blinde und Stempeluhren.
Aus den 1970er Jahren stammen Parkuhren, die für fünf Pfennig eine Viertelstunde lang liefen. Die funkgesteuerte größte Taschenuhr der Welt mit einem Durchmesser von 1,80 Meter und einem Gewicht von 150 Kilogramm wurde im Guinness-Buch der Rekorde verzeichnet. Sie schmückt die Fassade des Museums.